# Campanile symbolicum

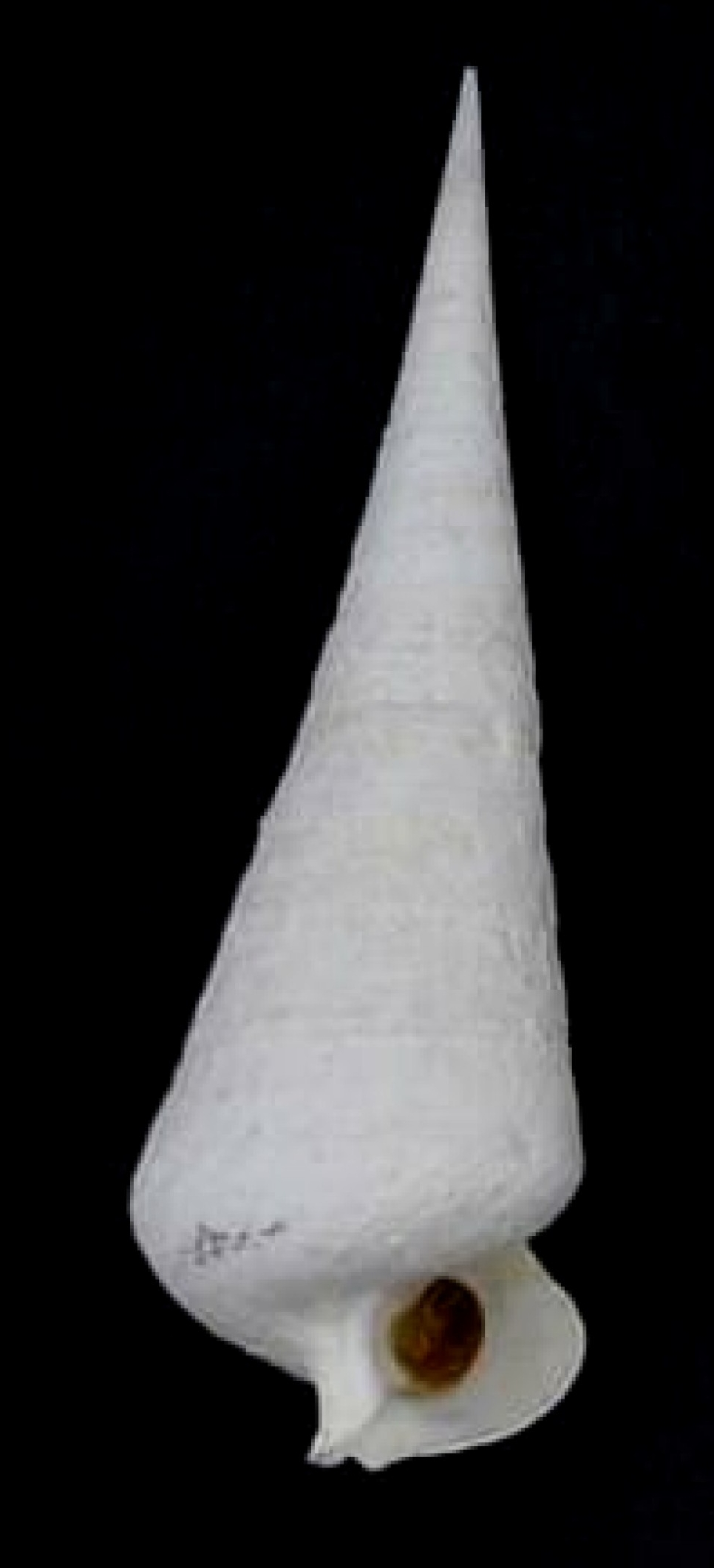
Campanile symbolicum

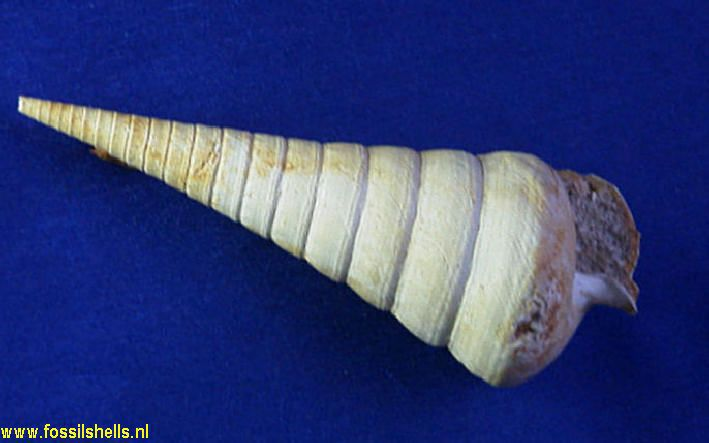
Campanile symbolicum

Campanile symbolicum Iredale, 1917 è una specie di mollusco gasteropode della sottoclasse Caenogastropoda. È l'unica specie esistente del genere Campanile, essendo le altre specie oramai estinte.

## Descrizione
Campanile symbolicum ha una conchiglia grande che misura da 60 a 244 mm di lunghezza, di forma turrita e allungata, con angolo apicale di 25° e teleoconca di circa 25-30 vortici a facce piatte che diventano debolmente gonfiati o angolari al penultimo vortice. Ogni spirale è scolpita con una corda a spirale presuturale che produce una chiglia debole alla base. La protoconca è liscia, bulbosa, con circa 1,5 spire. Labbro della protoconca leggermente svasato alla base. La spirale del corpo è rotonda con il canale sifonale anteriore al centro. Apertura triangolare-fusiforme e con un angolo di 45° rispetto all'asse del guscio. Columella corta, concava e leggermente attorcigliata a sinistra nel canale anteriore. Il periostraco del Campanile è insolito e ricorda da vicino quello di alcuni gasteropodi muricidi come quelli del genere Aspella. L'opercolo è di colore marrone, corneo, moderatamente spesso e paucispirale con nucleo subcentrale. L'opercolo ha un bordo crescente diritto e il bordo più vicino al nucleo è parzialmente coperto con il piede quando l'animale è esteso. Il diametro dell'opercolo è molto più piccolo di quello dell'apertura, consentendo all'animale di ritrarsi in profondità nei vortici centrali del guscio.
La cavità del mantello è ampia e profonda. Alla base del lato sinistro c'è un grande osfradio marrone, di forma ovale, bipectinato, direttamente adiacente al ctenidio. Il bordo spesso del mantello è debolmente bilobato, svasato e ha un aspetto leggermente smerlato. Consiste in una fila interna di minuscole papille che si trovano solo sui due terzi superiori del bordo del mantello e in un bordo esterno, continuo e smerlato. Il sifone inalante è spesso e comprende una leggera piega nella parete del mantello, ma non è ben marcato in contrasto con il sifone esalante più spesso.
La radula è robusta, moderatamente corta e larga. Il dente rachidiano è dritto e ha un grande bordo tagliente simile a una piastra che comprende una cuspide larga, larga e triangolare fiancheggiata su ciascun lato da un singolo, minuscolo denticolo smussato. Il dente laterale è di forma trapezoidale e presenta una placca basale con un leggero rigonfiamento mediano e una lunga estensione laterale che si attacca alla membrana basale. I denti marginali sono robusti, curvi e a forma di uncino con punte affilate e un unico dentello sul lato superiore interno di ogni dente. Le basi dei denti marginali sono spatolate dove si attaccano alla membrana basale.
I maschi e le femmine hanno gonodotti palliai aperti ei maschi sono privi di pene. I gonodotti palliai di entrambi i sessi sono relativamente semplici e la loro condizione aperta è visualizzata come un tubo fessurato che corre lungo la cavità del mantello, formando lobi dorsali e ventrali con la fessura rivolta verso la cavità del mantello. La specie potrebbe essere un ermafrodita proterandrico perché entrambi i sessi hanno un ricettacolo seminale. Le uova sono depositate in grandi masse di uova gelatinose a forma di mezzaluna e assomigliano molto alle uova degli opistobranchi. Una massa media delle uova è lunga 175 mm, larga 21 mm e spessa 5 mm e contiene circa 4 000 uova rosa.
Esemplari di Campanile symbolicum fossile si trovano nel Pliocene e nel primo Pleistocene del bacino di Eucla dell'Australia meridionale. Il fossile del Pliocene, Telescopium gigas Martin, 1881 di Giava è molto simile al Campanile symbolicum di cui è considerato parente stretto. La distribuzione geografica della specie è limitata all'Australia sudoccidentale.
Il Campanile symbolicum si trova normalmente in area subtidale in grandi popolazioni su tratti sabbiosi tra le rocce su scogliere calcaree.
Il substrato può avere fanerogame, macroalghe o può essere prevalentemente sabbioso. Più raramente la specie si trova nella zona intercotidale. Specie sono state osservate fino a una profondità di 3 m.

## Tassonomia
In passato il genere Campanile, in base ai caratteri derivati dalla conchiglia, dall'opercolo e dalla radula, era stato classificato nella superfamiglia Cerithiacea. Successivamente, sulla base di caratteristiche anatomiche dei sistemi sensoriale, riproduttivo, alimentare e nervoso, uniche tra i Cerithiacea, si è convenuto di assegnarli a una famiglia separata, i Campanilidae. Il Campanile symbolicum è una specie relitta che rappresenta la fine di una lunga stirpe di grandi gasteropodi della famiglia Campanilidae.
Il nome della specie originale proposto da Quoy & Gaimard (1834) era scritto "leve" ma la maggior parte degli autori successivi ha usato "laeve". Questo nome era già occupato da Cehthium laevis Perry, 1810, che sebbene leggermente diverso nell'ortografia, non varia abbastanza da costituire una differenza significativa (vedi Codice internazionale di nomenclatura zoologica, articolo 58), pertanto il nome Cerithium leve di Quoy e Gaimard diventò un omonimo primario junior.